# Савєнков Лев Віталійович
Лев Віталійович Савєнков (нар. 19 листопада 1950) — російський бізнесмен, на початку 1990-х років — заступник мера Санкт-Петербургу Анатолія Собчака, фігурант гучної кримінальної справи про контрабанду до Західної Європи чорної ікри та осмію.

## Біографія
Лев Віталійович Савєнков народився 19 листопада 1950 року в Дніпропетровську в родині військовослужбовця. У зв'язку зі службою батька, сім'я часто змінювала місце проживання. Після одного з переїздів Лев Савєнков потрапив до Німеччини, де 5 років провчився у школі. Останнім місцем проживання сім'ї було місто Іллічівськ Одеської області, де Лев закінчив школу, та де у отриманій від збройних сил квартирі досі живе його мати.
Головним захопленням юності Льва Савєнкова був футбол. На момент закінчення школи він вже грав у команді Майстрів Одеського СКА. Після закінчення школи Лев пробує вступити до Одеського інституту інженерів морського транспорту, але з іспиту його вигнали за підказку.
У травні 1969 р. він був призваний до лав Радянської армії, де проходив службу до звільнення в запас у званні старшого сержанта. Після закінчення служби у 1971 р. Льву вдається вступити до Одеського інституту інженерів морського транспорту, який він закінчує у 1976 р., отримавши фах інженера-гідротехніка. Після закінчення ВНЗ Савєнков отримав розподіл до Ленінграду, де у ЛєнморНДІпроекті швидко став робити кар'єру, активно займаючись при цьому громадською діяльністю, будучи заступником голови комсомольської організації інституту, а також інструктором фізкультури та спорту.
У 1982 р. Лев Віталійович йде з інституту та влаштовується продавцем роздрібної торгівлі у магазині № 27 Красносільського Райхарчоторгу. Одночасно з цим він вступає до Ленінградського інституту радянської торгівлі ім. Енгельса, який закінчує у 1992 р. за фахом «Технології та організація торгівлі та громадського харчування». За 5 років після 1982 р. Савєнков пройшов шлях від продавця до начальника торгівлі Санкт-Петербургу. У 1990 р. він йде з цього посту та створює перше у Радянському Союзі приватне спільне підприємство з бельгійською компанією — Торговий Дім «Аліса». У цьому ж році Торговий Дім «Аліса» став офіційним дистриб'ютором фірми Філіпс. За контрактом з Філіпс Савєнков отримав комісійні у 1 % від обсягу продажів, що склало 586 тисяч доларів винагороди за 1991 рік.
Вже через рік його знову запросили на адміністративну роботу, на посаду заступника мера Санкт-Петербургу, й Савєнков погодився. Людина, яка офіційно задекларувала у 1991 році доходи на суму близько 600 тисяч доларів, пішла на роботу з окладом у декілька тисяч рублів. Окрім того, він відмовився від зарплатні, так як, за його словами, «чиновник повинен або мати дуже високу зарплатню, або бути досить заможною людиною».
Незабаром після вступу Савєнкова на посаду на його адресу висувалися звинувачення у низці афер з вантажами цукру. На бюджетні кошти для Санкт-Петербургу були нібито закуплені великі партії цього товару за нечувано високими цінами. Прямі закупівлі продовольства не є функцією мерії, однак обвинувачі вважали, що комісійні від цієї операції були привласнені чиновниками, зокрема й Львом Віталійовичем..

## Діяльність на посаді заступника мера
Лев Савєнков вступив на посаду заступника мера м. Санкт-Петербурга у травні 1992 р. та став головою комітету з торгівлі, громадського харчування, побутового обслуговування та постачання міста продовольством. Основним завданням, що стояло перед Савєнковим на цій посаді, було знайти кошти для безперебійного постачання міста продовольством та підтримки побутового життя. За словами Савєнкова «радикально припинити кризу міського господарства можливо лише негайними та значними інвестиціями».
Перше, що зробив Савєнков на новій посаді — створив нову систему управління реалізацією, контролю якості та правил торгівлі. Структура складалася з комітетів та департаментів. Пізніше ця система послугувала зразком для створення комітету торгівлі Російської Федерації.
Свою активність заступник мера спрямував на пошук нових шляхів поповнення бюджету міста. Один з запропонованих ним варіантів — організувати у Європі пересувну виставку експонатів із запасників Ермітажу та Російського Музею, застрахувавши їх у страховій компанії Ллойда, а отриману страховку висунути як підставу для надання великого кредиту для міста. Пропозицію було визнано занадто ризикованою та відкинуто. Ще одна ідея — вирощувати кристали для ювелірної промисловості. Вона також не була схвалена колегами Савєнкова.
Останнім та найскандальнішим проектом Льва Савєнкова на посаді заступника мера став проект виробництва осмія-187, також націлений, за його словами, на поповнення міського бюджету.

## Справа про контрабанду ікри та осмію
20 червня 1993 року в управління контррозвідки по Санкт-Петербургу та Ленінградській області надійшло термінове повідомлення про те, що незадовго до цього з Волгоградського рибокомбінату було викрадено 45 тисяч банок чорної ікри. Усі митні переходи Ленінградської області були негайно сповіщені про можливе контрабандне провезення вкраденої ікри. 26 червня 1993 року на Сєвєрській митниці водій одного з авторефрижераторів пред'явив документи на партію чорної ікри, що були скріплені номерною печаткою. Співробітники митниці відігнали машину на стоянку та запросили начальство, але, так як день був вихідним, запит завис. Незабаром до машини підійшов один з керівників митниці, який не працював того дня, та, перевіривши документи, сказав пропустити вантаж. Ікра пішла у Європу, а 27 червня 1993 року надійшло повідомлення про те, що вона була краденою. Відправником ікри значилася підставна фірма, у результаті перевірки контактів якої був встановлений якийсь Ігор Барканов, помічник Савєнкова. Незабаром було зафіксовано розмову Барканова з Савєнковим про те, що вантаж проїхав через кордон.
8 вересня 1993 року Барканов знов спробував вивезти зі складу «Лєнриби» партію чорної ікри загальною цінністю не менше 3 мільйонів доларів. На митниці машина була опечатана митником, який був у приятельских стосунках з Баркановим. Увесь цей час за останнім стежили співробітники ФСК. Вантаж був затриманий, а незабаром була зафіксована розмова Савєнкова з Баркановим про це. Під час розмови спливло прізвище відомого кримінального авторитета Володимира Барсукова-Кумаріна, лідера тамбовського організованого злочинного угрупування, що здійснювало кримінальне прикриття контрабанди.
Через деякий час було зафіксовано ще одну розмову Савєнкова, на цей раз з власником декількох експортно-імпортних фірм Олександром Матвєєвим, про вивезення за кордон «грамів зразків». 30 вересня 1993 року Матвєєв був затриманий на митниці. Під час обшуку у машині у аптечці були виявлені декілька ампул з речовиною темного кольору. Лабораторні дослідження показали, що у ампулі містилися вісім грамів осмію-187, що застосовувався для виготовлення дорогих протиракових препаратів. У рік на світовий ринок у той період надходило не більше півкілограму цього рідкісноземельного металу, що виготовлявся у декількох надпотужних промислових лабораторіях. Як з'ясувалося невдовзі, метал був виготовлений у домашній лабораторії на дачі вченого Віктора Петрика. Савєнков пообіцяв Петрику, що уся виручка піде на благоустрій Петербурга, а самому вченому побудують потужну лабораторію.
Савєнков був затриманий. Коли співробітники правоохоронних органів прийшли у його квартиру, то виявили лише голі стіни — колишній віце-мер, передбачивши можливість арешту, позбавив слідчих можливості конфіскувати його майно. Савєнкову було пред'явлено звинувачення у контрабанді у особливо великих розмірах. Слідство тривало три роки, після чого справу було передано до суду. Матвєєв зник за кордоном, але Савєнков продовжував ходити на допити та засідания. 20 червня 1997 року суд засудив його до 5 років позбавлення волі з конфіскацією майна. Кримінальна справа стосовно Л. В. Савєнкова викликала широкий громадський резонанс та обговорення у ЗМІ. Багато хто вважав, що слідство проти Савєнкова не розкрило й половини його злочинів, зокрема, у співробітників Федеральної Служби Безпеки були серйозні підстави вважати колишнього віце-мера Санкт-Петербургу причасним до незаконого ввезення на територію Російської Федерації тонни кокаїну, були також відомості про зв'язки Савєнкова зі злочинним світом. Прихильники іншої позиції стверджували, що справа є політичною, а докази сфабриковані. Сам Савєнков винним себе так і не визнав, й безуспішно намагався оскаржити вирок. Відсидівши частину строку, він був умовно-достроково звільнений.

## Резонанс у пресі
Журналісти охрестили цю справу «Справою Савєнкова» та протягом декількох років (з 1993 р. по 1995 р.) під цим заголовком виходила маса статей у різноманітних Петербурзьких газетах та журналах. Декілька газет, серед яких газета «Невський Час», газета «Вєсті» та газета «Санкт-Петербурзькі відомості», провели власне журналістське розслідування, результати якого у деяких моментах розходилися з позицією обвинувачення. Історія з виготовленням та продажем осмію-187 з цієї точки зору виглядала наступним чином.
На початку 1993 р. Л. В. Савєнкову стає відомо про деяку Компанію у Санкт-Петербурзі, що займається розробкою технологій виробництва нових матеріалів для оптичної промисловості та машинобудування. Одним з результатів роботи компанії виявилася нова технологія отримання Осмію-187. У ході зустрічі з представниками Компанії (АТ «Інкорпорация 4Т») була досягнута домовленість про співпрацю та створення акціонерного товариства з державною часткою.
Незабаром після цього на вимогу Савєнкова була створена спеціальна комісія з розгляду питань партнерства з Компанією, очолила яку Н. Л. Алєксєєва — начальник відділу з міжнародної передачі технологій комітету мерії із зовнішніх зв'язків. Голова комітету із зовнішніх зв'язків, заступник мера В. В. Путін прокоментував це так: «я розпорядився, щоб відділ міжнародної передачі технологій комітету із зовнішніх зв'язків провів експертизу [матеріалів] та підготував пропозиції».
Інформація про знаходження нових дослідницьких та виробничих потужностей викликала реакцію у наукових колах, близьких до мерії. В. Пучков — керівник ДОІ ім. С. І. Вавілова, який проводив дослідження матеріалів, пише звертаючись до керівництва компанії-виробника: «виключно цінною є пропозиція передати створені Вами виробничі потужності у власність держави, а особливо нашого регіону, що дозволить створити додаткове джерело доходу у бюджет».
Згідно з експертизою, що була проведена у Торгово-Промисловій палаті Санкт-Петербургу та відомостей, наданих Митним Комітетом РФ, осмій-187 не є благородним металом та стратегічною сировиною, а його вивезення «здійснюється у загальному порядку без застосування заходів нетарифного регулювання та контролю».
Виробництво осмію-187 виявилося несподіваним джерелом фінансування для міського бюджету. Воно велося співробітниками компанії. За версією деяких джерел, керівником роботи був В. І. Петрик. Як повідомляє Петрик у інтерв'ю газеті Комсомольська правда: «технологія добування осмію була створена за 4 місяці». Просування розробленого методу зустріло ряд перешкод, головна з яких — недовіра. За словами В. В. Путіна, з яким Савєнков обговорював створення акціонерного товариства з часткою державного майна для реалізації проекту Осмію-187: «я не вірив у реальність цього [методу виробництва осмію-187]… На жаль, я переконався у помилці лише після того, як у ході слідства співробітники МБР ознайомили мене з усіма документами».

## Суперечка про осмії-187
За заявами Савєнкова, отриманий у ході досліджень осмій-187 мав вкрай високий ступінь концентрації цього ізотопу — близько 99 %. На той момент це була унікальна технологія для отримання настільки «чистого матеріалу».
Низка російських вчених висловила суперечливі думки відносно можливості створення ізотопу осмію такої чистоти. На думку завідувача кафедри рідкісноземельних та розсіяних елементів Технологічного інституту професора А. Копиріна, теоретично така технологія можлива, однак для її реалізації необхідне високотехнологічне виробництво з професійними кадрами. «Отримати осмій-187 такої чистоти у домашніх умовах абсолютно неможливо».
Член-кореспондент АН Казахстану С. К. Калінін та начальник техвідділу казахстанського НВО «Джезказганкольормет» (з відходів якого планувалося отримувати осмій-187) В. І. Лавецький висловилися більш категорично: отримання осмію-187 з чистотою 99 % технологічно не можливо.
Отриманий матеріал був направлений на незалежне дослідження у зарубіжну лабораторію. Газета «Невський Час» опублікувала результат дослідження Датської національної лабораторії RJSO, яка вивчала матеріал та встановила, що він дійсно є осмієм-187 чистотою 99 %.

## Протиріччя у кримінальній справі
Після затримання Матвєєва було порушено кримінальну справу на нього та Савєнкова. 1 жовтня 1993 р. ця справа була об'єднана зі справою про контрабанду чорної ікри, фігурантом у якій проходив І. Барканов, друг Савєнкова. Головним обвинуваченим у новій справі був Л. В. Савєнков, якого звинувачували у організації контрабанди чорної ікри та осмію-187 з метою отримання особистої вигоди. З вересня по жовтень 1993 р. слідство вело управління МБР. Після розформування цього органу справу було передано до прокуратури Санкт-Петербургу.
Після передачі справи до прокуратури слідство вів слідчий з особливо важливих справ П.Кривошеєв. У ході розслідування він виявив низку порушень законодавства, допущених у ході митної перевірки автомобілю Матвєєва та подальших слідчих діях. Свої висновки він докладно розповів у інтерв'ю газеті «Вєсті».
Серед головних порушень Кривошеєв виокремлює порушення протоколу заповнення митної декларації: огляд проводився без понятих, декларація заповнювалась у декілька етапів та Матвєєву не дозволили заповнити графу «метали платинової групи»; також у справі були відсутні докази участі Савєнкова у організації контрабанди чорної ікри. Про відсутність підстав для об'єднання справ про контрабанду ікри та контрабанду осмію-187 заявляли також адвокати Савєнкова та Барканова.
Крім того, за словами Кривошеєва, у ході слідства на нього чинили тиск.
У липні 1994 р. Кривошеєв виніс постанову про припинення кримінальної справи щодо Савєнкова та Матвєєва через відсутність у їх діях складу злочину. Через 2 дні постанову було скасовано, провадження справи відновлено, а П.Кривошеєв був відсторонений від розслідування.
Слідство тривало аж до 1997 р., та 20 червня було винесено рішення про винність Л. В. Савєнкова. Він був засуджений до 5 років позбавлення волі у колонії загального режиму з конфіскацією майна.
Адвокати Савєнкова оскаржили рішення суду, заявивши, що у ході судового процесу було допущено низку порушень.

## Подальша доля
Лев Савєнков з початку 2000-х років є президентом Північно-Західної Фінансової групи, веде активну підприємницьку та громадську діяльність. Є Віце-президентом Міжнародної асоціації по боротьбі з наркоманією та наркобізнесом, входить до наглядової ради низки комерційних організацій.